# Blog 27
Blog 27 je polské duo, které tvoří Tola Szlagowska a Alicja Boratyn. Skupina nazpívala v létě 2005 hit „Uh La La La“, který se stal největším hitem polské hitparády. Další singl „Hey Boy (Get Your Ass Up)“ vydaly stejný rok a alba „LOL“ se prodalo přes 100 000 nosičů. Alicja Boratyn 18. října 2006 skupinu opustila.
Tola a Ala se narodily ve stejný den. Seznámily se, když jim byly 3 roky, a od té doby jsou nejlepšími kamarádkami. Obě dvě pocházejí z hudebně založené rodiny.
Natočily demo-klip Uh-la-la-la a poslaly ho Billu Kaulitzovi z německé pop-rockové skupiny Tokio Hotel. Členové Tokio Hotel jim pomohli s kariérou a Blog 27 se stal jejich předskokanem (tj. kapelou, která vystupuje na koncertech ještě před hlavní kapelou).
V současné době obě zpěvačky bydlí ve Varšavě v Polsku.

## Tola
- Jméno: Tola Klara Szlagowska
- Datum narození: 27. listopad 1992
- Barva očí: Hnědá
- Barva vlasů: Hnědá
- Bydliště: Varšava
- Oblíbená barva: Černá, fialová

## Singly
- Uh La La La – 2005
- Hey Boy (Get Your Ass Up) – 2005
- Wid Out Ya – 2006
- I Still Don't Know Ya – 2006
- Who I Am? – 2006
- Cute (I'm not Cute) – 2008
- Fuck U! – 2008